# Fútbol masculino en los Juegos Panafricanos de 2023
El Fútbol masculino en los Juegos Panafricanos de 2023 se llevó a cabo del 7 al 22 de marzo de 2024 en dos sedes de Ghana y contó con la participación de ocho selecciones sub-20 de África.
El país anfitrión venció en la final a Uganda para ser campeón panafricano por segunda ocasión.

## Participantes
Los participantes en el torneo fueron determinados por la Copa Africana de Naciones Sub-20 de 2023 que se jugó en Egipto.
- Ghana (Anfitrión)
- Nigeria
- Senegal
- Congo
- Sudán del Sur
- Uganda
- Benín
- Gambia

## Sedes
| Accra Sports Stadium | UG Sports Stadium |
| Capacidad: 40,000    | Capacidad: 11,000 |
|                      |                   |

## Fase de grupos

### Grupo A
| Pos. | Equipo    | Pts. | PJ | G | E | P | GF | GC | Dif. | Clasificación |
| ---- | --------- | ---- | -- | - | - | - | -- | -- | ---- | ------------- |
| 1    | Ghana (H) | 7    | 3  | 2 | 1 | 0 | 4  | 1  | +3   | Semifinales   |
| 2    | Congo     | 5    | 3  | 1 | 2 | 0 | 2  | 1  | +1   | Semifinales   |
| 3    | Benín     | 2    | 3  | 0 | 2 | 1 | 0  | 1  | −1   |               |
| 4    | Gambia    | 1    | 3  | 0 | 1 | 2 | 2  | 5  | −3   |               |

 Fuente: https://results.accra2023ag.com
| 8 de marzo de 2024 | Ghana | 0–0     | Congo | UG Sports Stadium, Accra    |                             |
|                    |       | Reporte |       | Árbitro(s): Lotfi Bekouassa | Árbitro(s): Lotfi Bekouassa |

| 8 de marzo de 2024 | Gambia | 0–0     | Benín | UG Sports Stadium, Accra    |                             |
|                    |        | Reporte |       | Árbitro(s): Hambaba Hillary | Árbitro(s): Hambaba Hillary |

| 12 de marzo de 2024 | Benín | 0–0     | Congo | UG Sports Stadium, Accra    |                             |
|                     |       | Reporte |       | Árbitro(s): Saddam Houssein | Árbitro(s): Saddam Houssein |

| 12 de marzo de 2024 | Ghana                                | 3–1     | Gambia     | UG Sports Stadium, Accra  |                           |
|                     | - Aziz 13' - Issah 49' - Afriyie 90' | Reporte | Ceesay 83' | Árbitro(s): Ahmed Arajiga | Árbitro(s): Ahmed Arajiga |

| 15 de marzo de 2024 | Congo                        | 2–1     | Gambia    | Accra Sports Stadium, Accra |                            |
|                     | - Djolvy 61' - Moussavou 89' | Reporte | Darbo 19' | Árbitro(s): Basheer Salisu  | Árbitro(s): Basheer Salisu |

| 15 de marzo de 2024 | Benín | 0–1     | Ghana       | UG Sports Stadium, Accra |                         |
|                     |       | Reporte | Afriyie 34' | Árbitro(s): El Hadji Sy  | Árbitro(s): El Hadji Sy |

### Grupo B
| Pos. | Equipo        | Pts. | PJ | G | E | P | GF | GC | Dif. | Clasificación |
| ---- | ------------- | ---- | -- | - | - | - | -- | -- | ---- | ------------- |
| 1    | Uganda        | 9    | 3  | 3 | 0 | 0 | 4  | 1  | +3   | Semifinales   |
| 2    | Senegal       | 6    | 3  | 2 | 0 | 1 | 4  | 3  | +1   | Semifinales   |
| 3    | Nigeria       | 3    | 3  | 1 | 0 | 2 | 4  | 5  | −1   |               |
| 4    | Sudán del Sur | 0    | 3  | 0 | 0 | 3 | 0  | 3  | −3   |               |

 Fuente: https://results.accra2023ag.com
| 7 de marzo de 2024 | Sudán del Sur | 0–1     | Senegal   | Accra Sports Stadium, Accra |                             |
|                    |               | Reporte | Sadio 16' | Árbitro(s): Cregue Moukagni | Árbitro(s): Cregue Moukagni |

| 7 de marzo de 2024 | Nigeria    | 1–2     | Uganda                         | UG Sports Stadium, Accra     |                              |
|                    | Isyaka 37' | Reporte | - Usama 34' - Irinimbabazi 81' | Árbitro(s): Abdourazak Ahmed | Árbitro(s): Abdourazak Ahmed |

| 11 de marzo de 2024 | Senegal | 0–1     | Uganda       | UG Sports Stadium, Accra  |                           |
|                     |         | Reporte | Oyirwoth 28' | Árbitro(s): Gnama Aklesso | Árbitro(s): Gnama Aklesso |

| 11 de marzo de 2024 | Nigeria           | 1–0     | Sudán del Sur | UG Sports Stadium, Accra    |                             |
|                     | Isyaka 80' (pen.) | Reporte |               | Árbitro(s): Manet Abdoulaye | Árbitro(s): Manet Abdoulaye |

| 15 de marzo de 2024 | Senegal                              | 3–2     | Nigeria                   | Accra Sports Stadium, Accra |                             |
|                     | - Gueye 22', 28' - Camara 66' (pen.) | Reporte | - Aguda 2' - Chibueze 50' | Árbitro(s): Antonio Dungula | Árbitro(s): Antonio Dungula |

| 15 de marzo de 2024 | Uganda      | 1–0     | Sudán del Sur | UG Sports Stadium, Accra |                          |
|                     | Kagogwe 74' | Reporte |               | Árbitro(s): Nguema Owono | Árbitro(s): Nguema Owono |

## Fase final
|  | Semifinales         | Semifinales         |   |                     | Final               | Final |  |
|  |                     |                     |   |                     |                     |       |  |
|  |                     |                     |   |                     |                     |       |  |
|  | 19 de marzo de 2024 |                     |   |                     |                     |       |  |
|  | Ghana               | 1                   |   |                     |                     |       |  |
|  | Senegal             | 0                   |   |                     |                     |       |  |
|  |                     |                     |   |                     |                     |       |  |
|  |                     |                     |   |                     | 22 de marzo de 2024 |       |  |
|  |                     |                     |   |                     | Ghana               | 1     |  |
|  |                     | Uganda              | 0 |                     |                     |       |  |
|  |                     |                     |   |                     |                     |       |  |
|  |                     |                     |   |                     |                     |       |  |
|  |                     |                     |   |                     | Tercer lugar        |       |  |
|  | 19 de marzo de 2024 | 19 de marzo de 2024 |   | 22 de marzo de 2024 | 22 de marzo de 2024 |       |  |
|  | Uganda              | 4                   |   | Senegal             | 2                   |       |  |
|  | Congo               | 2                   |   |                     | Congo               | 0     |  |

### Semifinales
| 19 de marzo de 2024 | Ghana      | 1–0     | Senegal | Accra Sports Stadium, Accra |                           |
|                     | Ephson 84' | Reporte |         | Árbitro(s): Ahmed Arajiga   | Árbitro(s): Ahmed Arajiga |

| 19 de marzo de 2024 | Uganda                                       | 4–2     | Congo                      | Accra Sports Stadium, Accra  |                              |
|                     | - Kyeyune 61' - Bunyaga 69' 73' - Mutebi 80' | Reporte | - Akouala 16' - Koto 45+4' | Árbitro(s): Abdourazak Ahmed | Árbitro(s): Abdourazak Ahmed |

### Medalla de bronce
| 22 de marzo de 2024 | Senegal                   | 2–0     | Congo | Accra Sports Stadium, Accra |                             |
|                     | - Gueye 74' - Niang 90+2' | Reporte |       | Árbitro(s): Lotfi Bekouassa | Árbitro(s): Lotfi Bekouassa |

### Medalla de oro
| 22 de marzo de 2024 | Ghana       | 1–0     | Uganda | Accra Sports Stadium, Accra                                 |                                                             |
|                     | Afriyie 90' | Reporte |        | Asistencia: 40,000 espectadores Árbitro(s): Hambaba Hillary | Asistencia: 40,000 espectadores Árbitro(s): Hambaba Hillary |

## Posiciones finales
| Pos. | Equipo        | Pts. | PJ | G | E | P | GF | GC | Dif. | Final result                 |
| ---- | ------------- | ---- | -- | - | - | - | -- | -- | ---- | ---------------------------- |
|      | Ghana (H)     | 13   | 5  | 4 | 1 | 0 | 6  | 1  | +5   | Oro                          |
|      | Uganda        | 12   | 5  | 4 | 0 | 1 | 8  | 4  | +4   | Plata                        |
|      | Senegal       | 9    | 5  | 3 | 0 | 2 | 6  | 4  | +2   | Bronc                        |
| 4    | Congo         | 5    | 5  | 1 | 2 | 2 | 4  | 7  | −3   | 4° lugar                     |
|      |               |      |    |   |   |   |    |    |      |                              |
| 5    | Nigeria       | 3    | 3  | 1 | 0 | 2 | 4  | 5  | −1   | Eliminados en fase de grupos |
| 6    | Benín         | 2    | 3  | 0 | 2 | 1 | 0  | 1  | −1   | Eliminados en fase de grupos |
| 7    | Gambia        | 1    | 3  | 0 | 1 | 2 | 2  | 5  | −3   | Eliminados en fase de grupos |
| 8    | Sudán del Sur | 0    | 3  | 0 | 0 | 3 | 0  | 3  | −3   | Eliminados en fase de grupos |

 Fuente: Medals Standings

## Goleadores
3 goles
- Jerry Afriyie

2 goles
- Sadiq Isyaka
- Idrissa Gueye
- Bruno Bunyaga

1 gol
- Servyl Akouala
- Moukouba Djolvy
- Mignon Koto
- Dechan Moussavou
- Ousman Ceesay
- Dawda Darbo
- Michael Ephson
- Abdul Aziz Issah
- Aziz Musibau
- Charles Aguda
- Favour Izuogu Chibueze
- Famara Camara
- Alassane Niang
- Lamine Sadio
- Ivan Irinimbabazi
- Apollo Kagogwe
- Abasi Kyeyune
- Hakim Mutebi
- Allan Oyirwoth
- Arafat Usama